# Lagos Open 1976
Il Lagos Open 1976 è stato un torneo di tennis giocato sulla terra rossa. È stata la 1ª edizione del torneo che fa parte del World Championship Tennis 1976. Si è giocato a Lagos in Nigeria dal 10 al 16 febbraio 1976.

## Campioni

### Singolare maschile
Dick Stockton ha battuto in finale  Arthur Ashe con il punteggio di 6–3, 6–2

### Doppio maschile
- Torneo non terminato